# Eurajoki
Eurajoki (en suédois : Euraåminne) est une municipalité du sud-ouest de la Finlande, dans la province de Finlande occidentale et la région du Satakunta.

## Géographie
La commune est pratiquement dépourvue de relief.
Le fleuve Eurajoki y atteint son embouchure et la côte du Golfe de Botnie est découpée et bordée de dizaines d'îles.
Sur son territoire se trouve la centrale nucléaire d'Olkiluoto, une des deux centrales du pays (avec Loviisa), qui comprend le premier réacteur EPR d'Europe. L'afflux de travailleurs étrangers dû à ce chantier a marqué un changement radical pour une commune jusqu'ici assez traditionaliste, dont les habitants parlent une variante du dialecte de Rauma, pratiquement incompréhensible pour les autres finlandais.
Les communes limitrophes sont Luvia au nord, Nakkila au nord-est, Kiukainen à l'est, Eura au sud-est, Lappi au sud et Rauma au sud-ouest.

## Transports
Eurajoki est traversée par la nationale 8, qui met son centre administratif à 15 km de Rauma et 35 km de Pori.
Eurajoki est traversé par la ligne Rauma-Kokemäki.

## Démographie
| 1980  | 1985  | 1990  | 1995  | 2000  |
| ----- | ----- | ----- | ----- | ----- |
| 9 017 | 9 242 | 9 554 | 9 620 | 9 233 |

| 2005  | 2010  | 2015  | 2020  | - |
| ----- | ----- | ----- | ----- | - |
| 9 159 | 9 245 | 9 287 | 9 386 | - |

## Lieux et monuments
- Manoir de Vuojoki[4]
- Église d'Eurajoki
- Centrale nucléaire d'Olkiluoto
- Chateau d'eau d'Eurajoki
- Olkiluodon Vierailukeskus

## Jumelages
La municipalité est jumelée avec la petite ville allemande de Weener.

## Personnalités
- Ernesti Rikhard Rainesalo, sénateur
- Olli-Pekka Heinonen, ministre

## Galerie

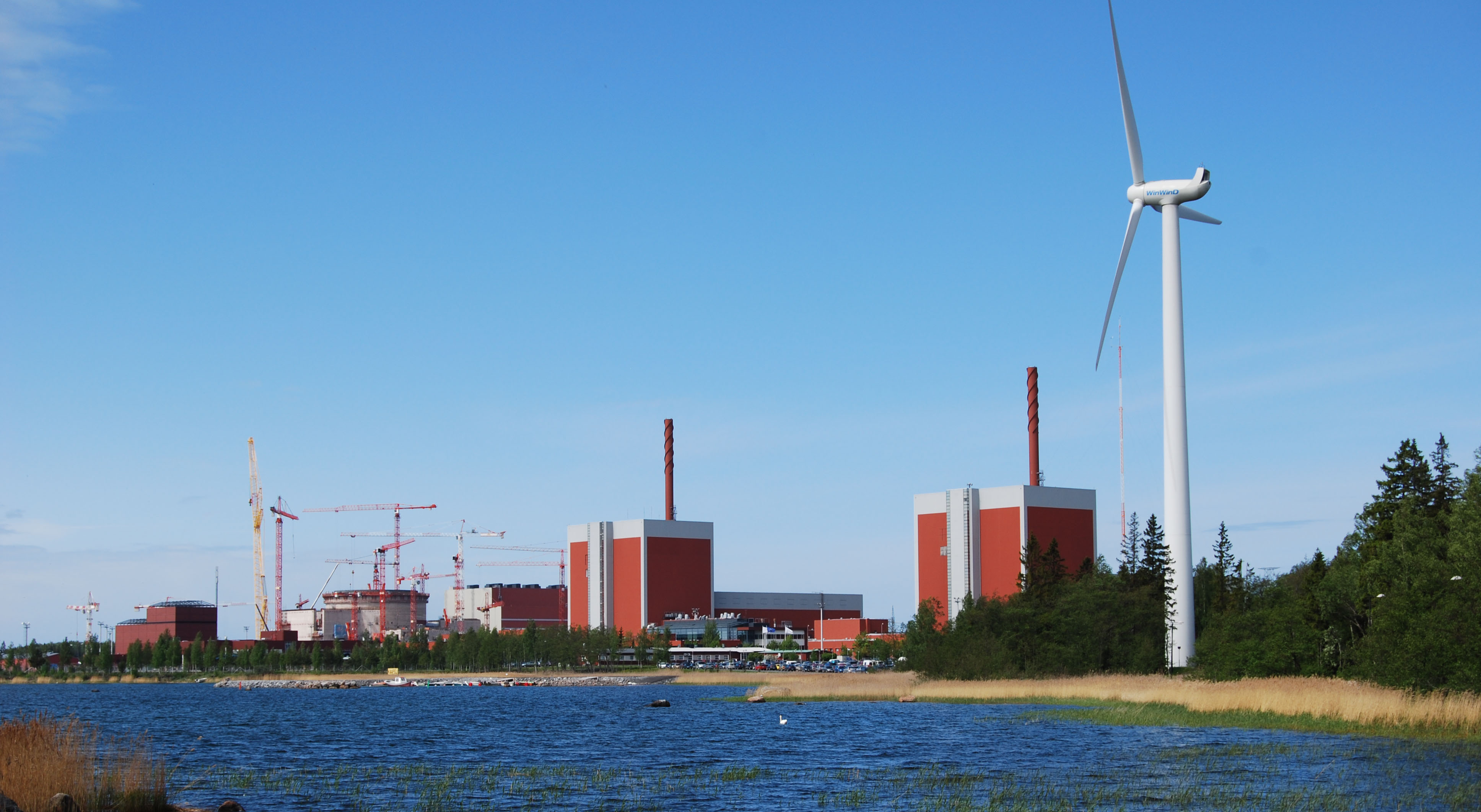
Centrale nucléaire d'Olkiluoto.
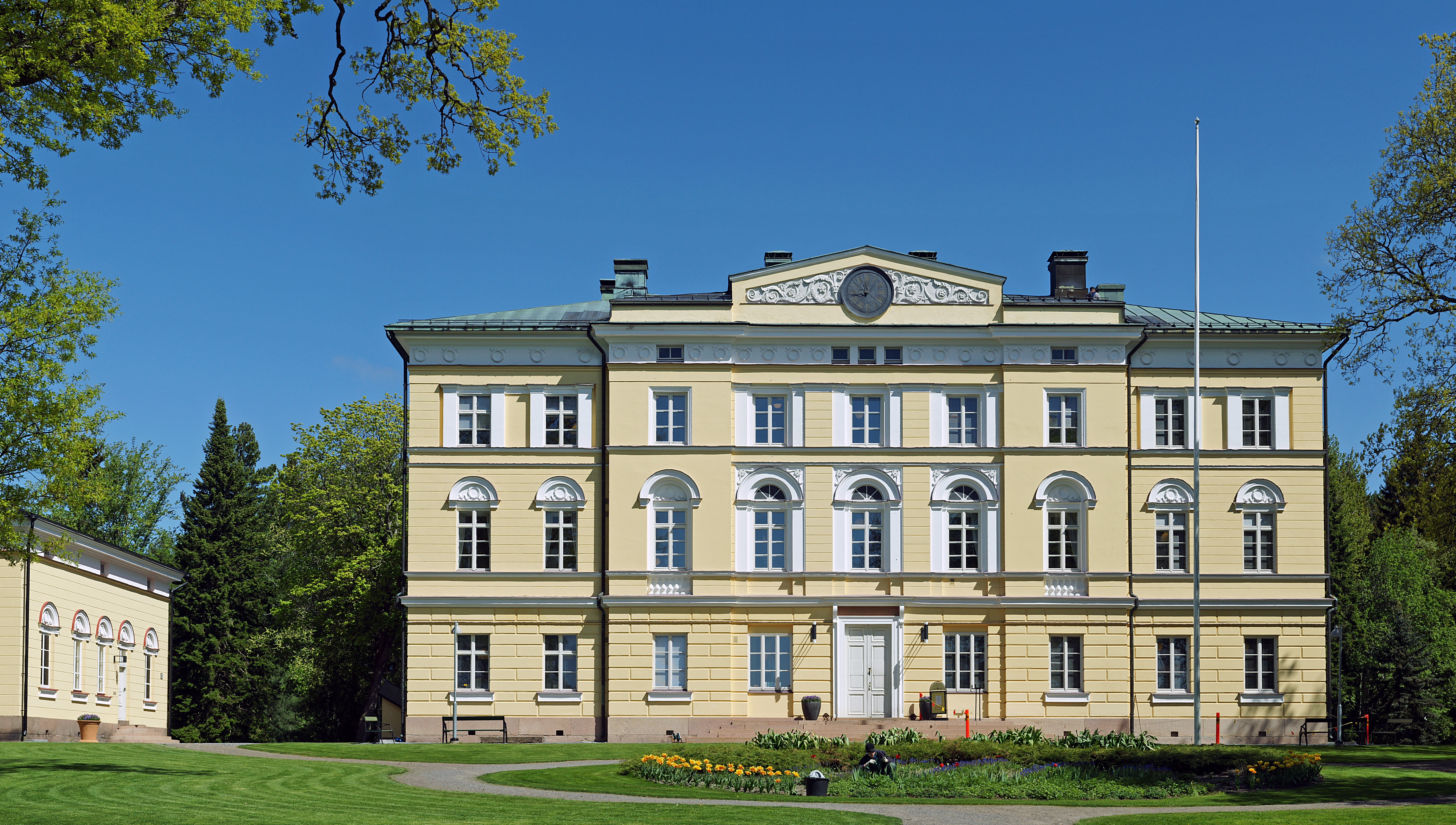
Le manoir de Vuojoki (1836).
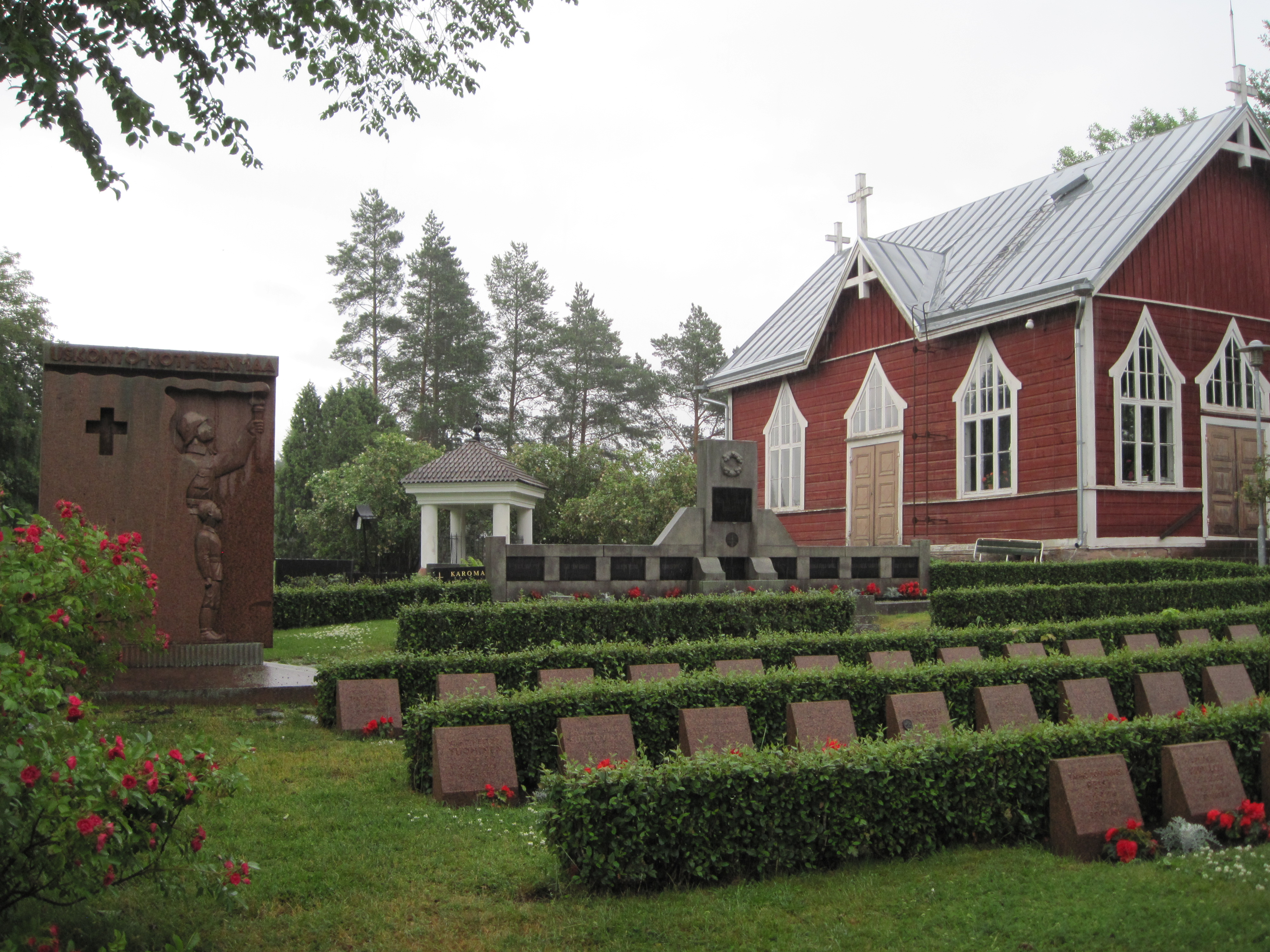
Chapelle funéraire de Luvia.
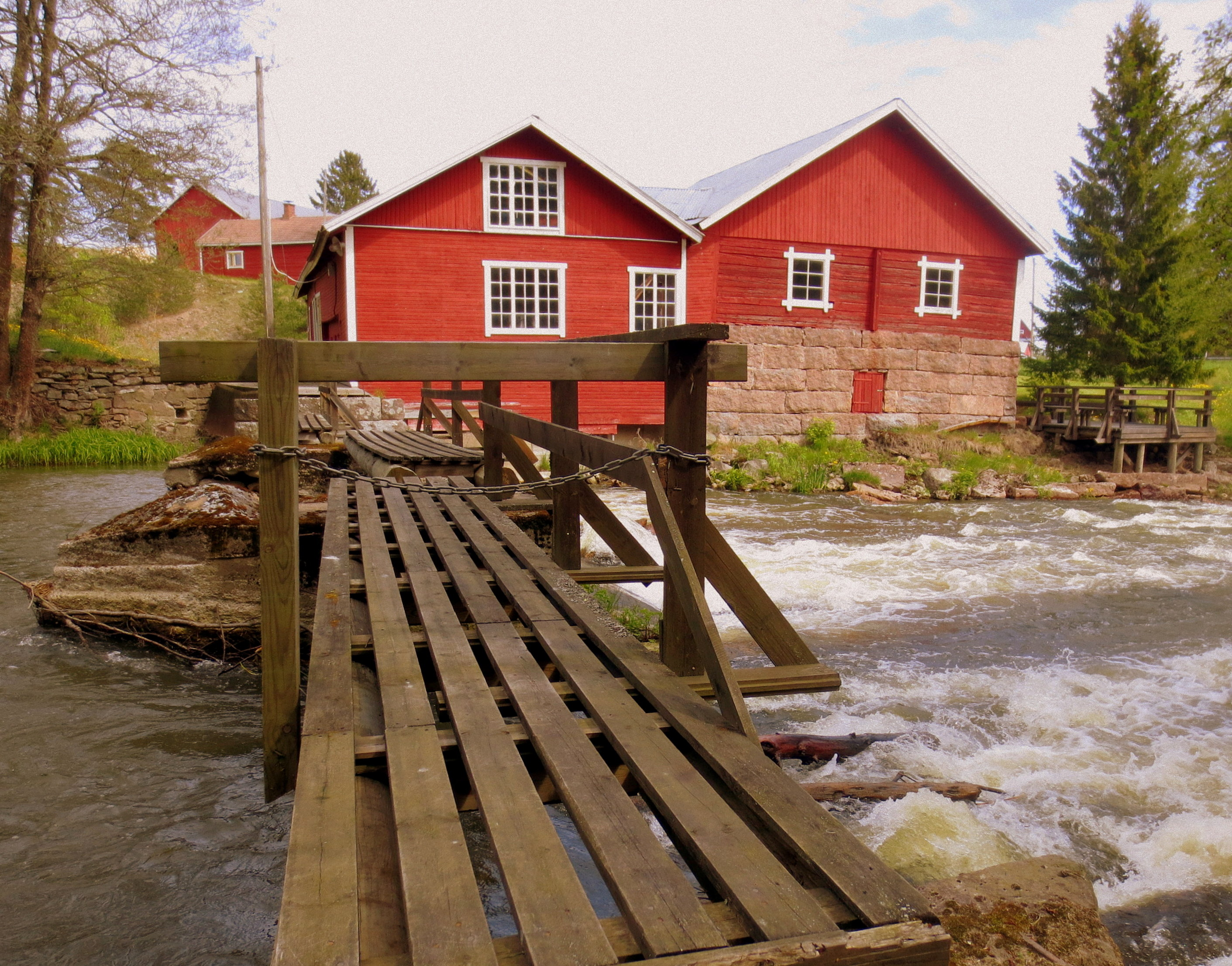
Rapides d'Irjanne.
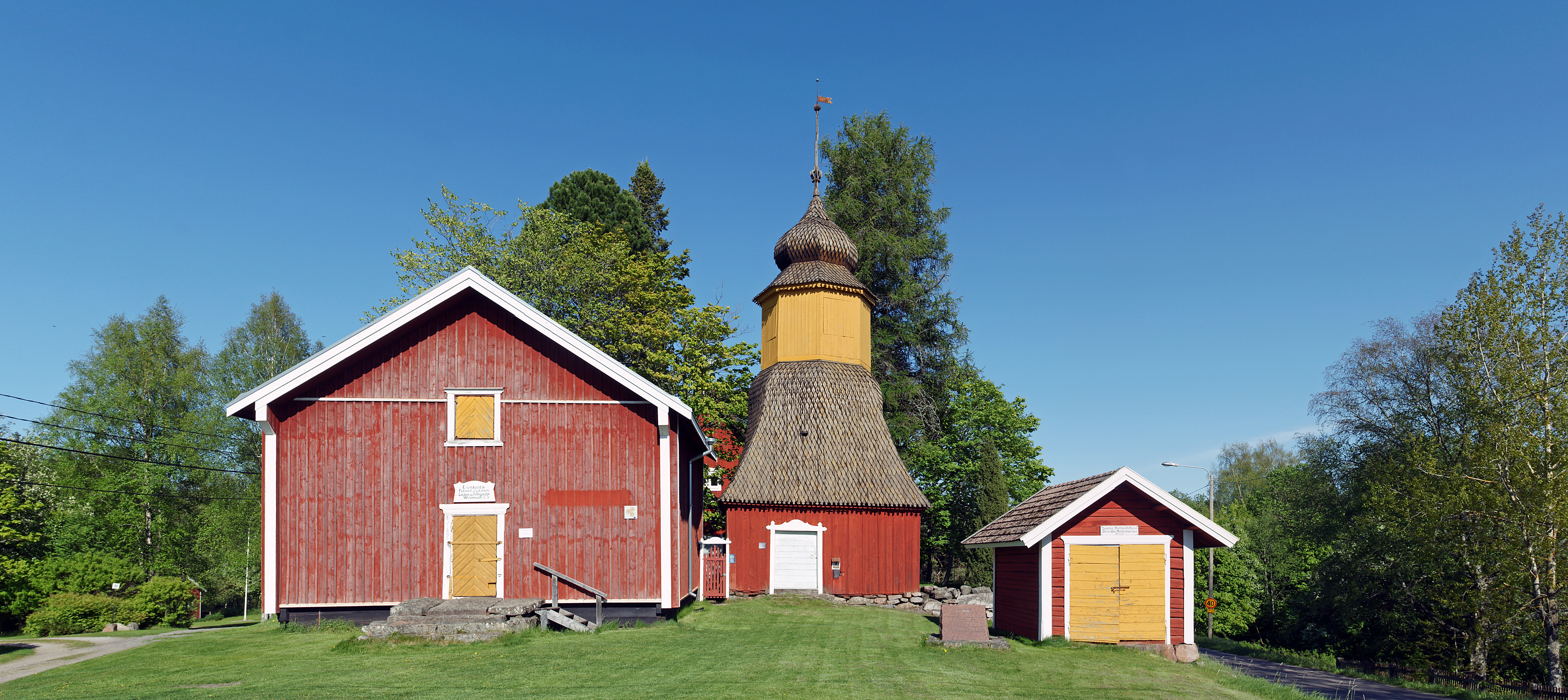
Église d'Irjanne.
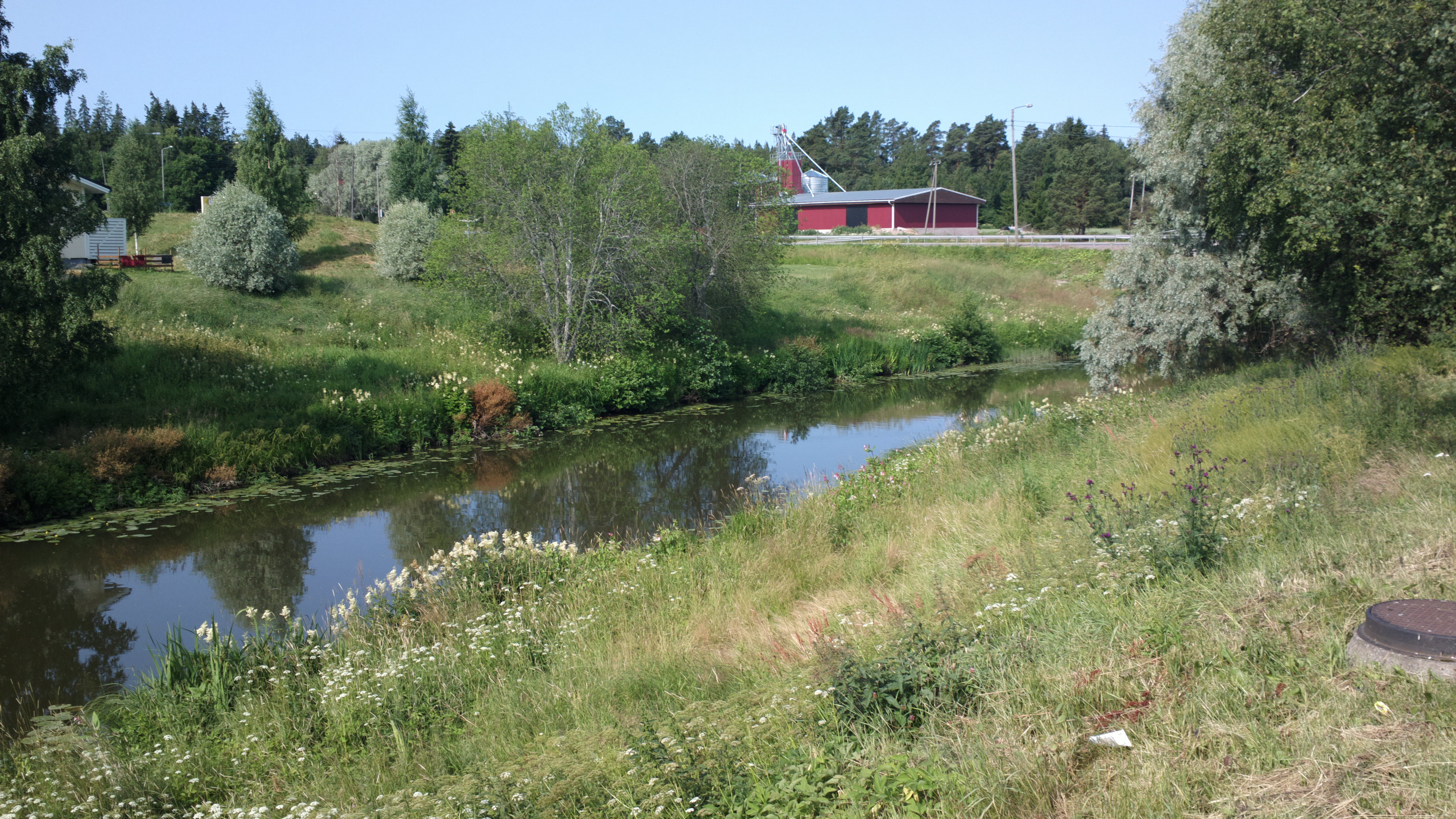
Rivière Eurajoki.